# Shiina Etsusaburō

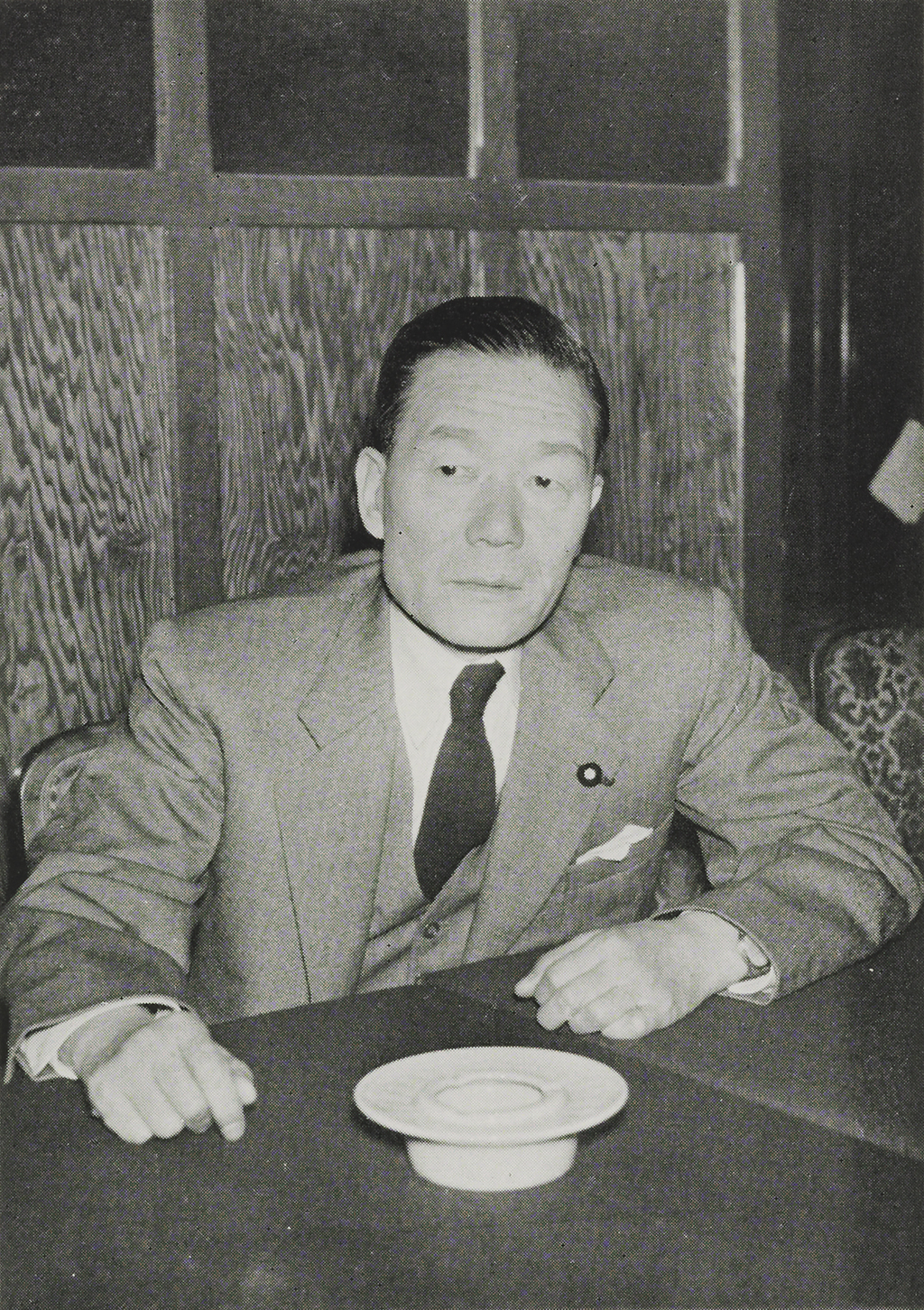
Shiina Etsusaburō

Shiina Etsusaburō (jap. 椎名 悦三郎; * 16. Januar 1898 im Landkreis Isawa der Präfektur Iwate (heute: Ōshū); † 30. September 1979) war ein japanischer Beamter und Politiker. Er war Abgeordneter, mehrfach Minister und führte ab 1970 die Shiina-Faktion der Liberaldemokratischen Partei (LDP).

## Werdegang
Shiina, ein Neffe von Gotō Shimpei, studierte an der rechtswissenschaftlichen Fakultät der Kaiserlichen Universität Tokio. Nach seinem Abschluss 1923 wurde er Beamter im Ministerium für Landwirtschaft und Handel, nach dessen Teilung 1925 im Ministerium für Handel und Industrie, für das er in den 1930er unter anderem in der Mandschukuo-Abteilung tätig war und erstmals mit Kishi Nobusuke zusammenarbeitete, der seine Beamtenlaufbahn 1920 begonnen hatte. Während des Krieges war er 1941 Staatssekretär (jikan), wechselte 1943 ins neu geschaffene Gunju-shō, das „Munitionsministerium“, wo er 1945 erneut Staatssekretär wurde und nach Kriegsende wieder ins Ministerium für Handel und Industrie übernommen wurde. 1947 wurde er von den Besatzungsbehörden von öffentlichen Ämtern ausgeschlossen und arbeitete anschließend für ein privates Textilunternehmen aus Tōhoku. Das Ämterverbot endete 1951.
Bei der Shūgiin-Wahl 1955 wandte sich Shiina der Politik zu: Im viermandatigen Wahlkreis Iwate 2 trat er für die Demokratische Partei Japans an, erzielte den vierthöchsten Stimmenanteil und zog für die erste von insgesamt acht Wahlperioden ins Shūgiin, das Unterhaus des nationalen Parlaments ein. Nach der „konservativen Fusion“ schloss er sich in der LDP der Kishi-Faktion an. In Kishis umgebildetem zweitem Kabinett wurde er 1959 Chefkabinettssekretär als Nachfolger von Akagi Munenori, der in die Verteidigungsbehörde wechselte. Danach übernahm er 1960 als Leiter des Politikforschungsrates der LDP für kurze Zeit erstmals eines der „drei [wichtigen] Parteiämter“, wechselte aber noch im gleichen Jahr nach den Wahlen als Minister für Internationalen Handel und Industrie ins zweite Kabinett von Ikeda Hayato (Ikeda-Faktion).
Die Partei- und Regierungsführung lag nach Kishis Rückzug in der Hand der konservativen Hauptströmung, den ehemaligen Liberalen der sogenannten „Yoshida-Schule“. 1962, als sich ein großer Teil der Kishi-Faktion um Fukuda Takeo als potentiellem Nachfolger Kishis formierte, begründete eine kleine Gruppe von Abgeordneten um Kawashima Shōjirō den Kōyū Club (etwa „Klub der Freunde“), die Kawashima-Faktion, der auch Shiina sich anschloss. Während Fukuda zunehmend mit der Parteiführung der Hauptströmung in Rivalität stand, was in den 1970er Jahren schließlich in den sogenannten Kakufuku-Krieg mündete, arrangierte sich die Kawashima-Faktion mit der Rolle als Nummer 2 und erhielt ab einer Kabinettsumbildung 1964 über Jahre den stellvertretenden Parteivorsitz. Shiina wurde gleichzeitig Außenminister und behielt das Amt auch unter Ikedas Nachfolger Satō Eisaku bis 1966, als er wieder in die Parteispitze wechselte und den Vorsitz des Exekutivrats der LDP übernahm. In seiner Amtszeit als Außenminister mündete die Aussöhnung mit Korea in der Unterzeichnung des Grundlagenvertrags zwischen Japan und der Republik Korea. Von 1967 bis 1968 war er erneut Minister für Handel und Industrie im zweiten Kabinett Satō.
1970 starb Kawashima Shōjirō und Shiina übernahm den Vorsitz der Faktion. Mit dem Antritt von Satōs Nachfolger Tanaka Kakuei als Parteivorsitzender-Premierminister erhielt Shiina wie zuvor Kawashima die Position des stellvertretenden LDP-Vorsitzenden im Parteivorstand. Als Tanakas Rücktritt 1974 absehbar wurde, entbrannte unter den großen Faktionen ein heftiger Kampf um die Nachfolge. Angesichts einer drohenden Spaltung der Partei wandten sich die Faktionsführer an Shiina, um einen Nachfolger zu bestimmen – sie selbst ausgeschlossen. In der sogenannten Shiina saitei (椎名裁定, „Shiina-Entscheidung“) nominierte Shiina Miki Takeo, den Vorsitzenden der kleinen Miki-Faktion, die aus der Fortschrittspartei hervorgegangen war. Auch wenn einige diese Entscheidung in Frage stellten, wurde Miki wenige Tage später ohne Abstimmung zum Parteivorsitzenden gewählt und löste damit Premierminister Tanaka ab. Shiina blieb auch unter Miki stellvertretender Parteivorsitzender, aber Miki blieb ohne Basis in der Partei und die innerparteiliche Unzufriedenheit wuchs, während die Folgen der Ölkrise und der Lockheed-Skandal die Popularität der LDP als Ganzes gefährdeten. 1976 verständigte sich Shiina mit den Vorsitzenden der großen Faktionen auf den Rücktritt Mikis, der nach dem Verlust der absoluten Mehrheit der LDP bei der Shūgiin-Wahl 1976 Realität wurde; Fukuda Takeo wurde ohne Abstimmung Mikis Nachfolger.
Shiina blieb bis zur Shūgiin-Wahl 1979 Abgeordneter, als er nicht mehr kandidierte. Seine Wahlkreiskandidatur übernahm sein zweitältester Sohn Motoo, der den Sitz bis 1990 hielt und später als Sangiinabgeordneter eine eigene Partei begründete. Noch im Wahlkampf 1979 starb Shiina. Die Shiina-Faktion bestimmte keinen Nachfolger mehr und löste sich auf.

## Ehrungen
- 1960: Großes Verdienstkreuz mit Stern und Schulterband der Bundesrepublik Deutschland